# SquareSoft
Square Co., Ltd. (Яп. 株式会社スクウェア Кабусікігайся Сукувеа) — японська компанія з виробництва комп'ютерних ігор, заснована в 1986 році Масафумі Міямото і Хіронобу Сакагуті. З 1992 по 2003 роки ще одним брендовим ім'ям компанії було SquareSoft. У 2003 році Square злилася з компанією Enix і стала частиною Square Enix.

## Історія
Перші ігри Square були випущені для Nintendo Famicom і Famicom Disk System. Ранні ігри не були успішними, і в 1987 році компанія стала перед загрозою банкрутства. В цьому ж році Хіронобу Сакагуті встав на чолі створення гри, яка повинна була стати прощальною грою компанії. Результатом була гра Final Fantasy, рольова гра для Famicom.
Назва Final було взято тому, що компанія мала намір вийти з ігрової індустрії, і Final Fantasy повинна була стати останньою грою. Final Fantasy отримала набагато більший успіх, ніж очікували Сакагуті і Square, що призвело до угоди з Nintendo of America, яка випустила Final Fantasy на ринку США в 1990 році. Через успіху гри, Хіронобу Сакагуті передумав виводити компанію з ігрової індустрії, і він почав розробляти в SquareSoft нові ігри серії Final Fantasy. Можливо, це також було причиною того, що у всіх ігор з серії Final Fantasy був свій сюжет, і свій власний світ, тому що перша гра робилася з тією умовою, що сиквела не буде ніколи.
Друга частина серіалу Final Fantasy вийшла в 1988 році і продавалася виключно в Японії до виходу Final Fantasy Origins. Північноамериканська локалізація була офіційно запланована, однак через вихід Super Nintendo Entertainment System переклад був закинутий.
Square також зробила безліч широко відомих ігор, таких як Chrono Trigger, Secret of Mana, Seiken Densetsu 3, Xenogears, Final Fantasy Tactics, Brave Fencer Musashi, Vagrant Story, серія Front Mission, серія Kingdom Hearts (спільна з Buena Vista Interactive розробка) і Super Mario RPG (розроблена незалежно від Nintendo Co. Ltd). Наприкінці 1994 року вони розвинули репутацію як виробника високоякісних JRPG ігор.
Square була однією з багатьох компаній, які планували розробити та опублікувати свої ігри для Nintendo 64, але через менші витрати, пов'язаними з розробкою ігор на консолях на базі компакт-дисків, таких як Sega Saturn та Sony PlayStation, Square вирішила розроблювати ігри для останніх. Final Fantasy VII була однією з цих ігор і вона продалася в вигляді 9,8 мільйона копій, що стала другою за краще продажною грою для PlayStation.
Злиття Square з компанією Enix планувалося ще з 2000 року, але фінансовий крах компанії після релізу Final Fantasy: The Spirits Within змусив відкласти цю подію до 1 квітня 2003 року; в результаті з'явилася компанія Square Enix.

## Дочірні компанії та бренди
Disk Original Group (DOG) — союз, сформований з семи компаній: Square Co., Micro Cabin, Thinking Rabbit, Carry Lab, System Sacom, XTALSOFT і HummingBirdSoft. Заснувавши компанію 14 липня 1986 року, Square встала на чолі цього альянсу, метою якого було спільне виробництво ігор для Family Computer Disk System, хоча всі вони виходили під заголовком чільної компанії. Насправді Square створила всього кілька ігор з одинадцяти, випущених DOG. В цілому, ігри не мали комерційного успіху.
DigiCube була заснована в лютому 1996 року для реклами і продажу ігор і пов'язаних з ними речей (музичні альбоми, книги, іграшки) в Азії. Компанія оголосила про своє банкротство в жовтні 2003 року.
Escape, Inc. була заснована в 1998 році; випустила лише одну відеогру: Driving Emotion Type-S.
Square Visual Works (студія CG), Square Sounds (звукова студія), Squartz (контроль якості) і Square Next були засновані в липні 1999 року. Однак всі ці компанії згодом злилися зі Square Co. у 2001 і 2002 році.
Quest Corporation — незалежна компанія, що розробляє програмне забезпечення, заснована в липні 1988 року, найбільш відома по іграх серії Ogre Battle. Деякі працівники компанії, включаючи Ясуме мацун, Хіросі Мінагава і Акіхіко Йосіда, покинули Quest в 1997 році, приєднавшись до Square. Тут вони працювали над деякими іграми для PlayStation, включаючи Final Fantasy Tactics і Vagrant Story. У червні 2002 року Quest Corporation була куплена Square Co.
Square Co. об'єдналася з Enix в той час, коли Final Fantasy Crystal Chronicles перебувала в розробці. Згодом Square Enix купила всю компанію Quest Corporation, перейменувавши її в SQEX Corporation. Після покупки Taito, Square Enix в березні 2006 року об'єднала її зі SQEX, назвавши нову дочірню компанію Taito Corporation.
Game Designers Studio, Inc. — шелл-компанія, створена Square Co. для розробки відеоігор на приставку Nintendo GameCube, хоча компанія мала ексклюзивну угоду з Sony Computer Entertainment на створення ігор тільки для консолей PlayStation. Щоб не порушувати умов договору, Square тримала тільки 49% акцій компанії, а Акітосі Кавадзу, глава другого дивізіону по розробці продуктів, — 51%. Таким чином, створення Game Designers Studio дозволило створювати ігри для GameCube. Ця компанія випустила всього одну гру — Final Fantasy Crystal Chronicles, яка де-факто була створена другим дивізіоном з розробки продуктів (Square Co.). Опублікована гра була Nintendo.